# Andorinha-das-barreiras
A andorinha-das-barreiras ou andorinha-do-barranco (Riparia riparia) é uma ave da família das andorinhas (Hirundinidae).

## Características

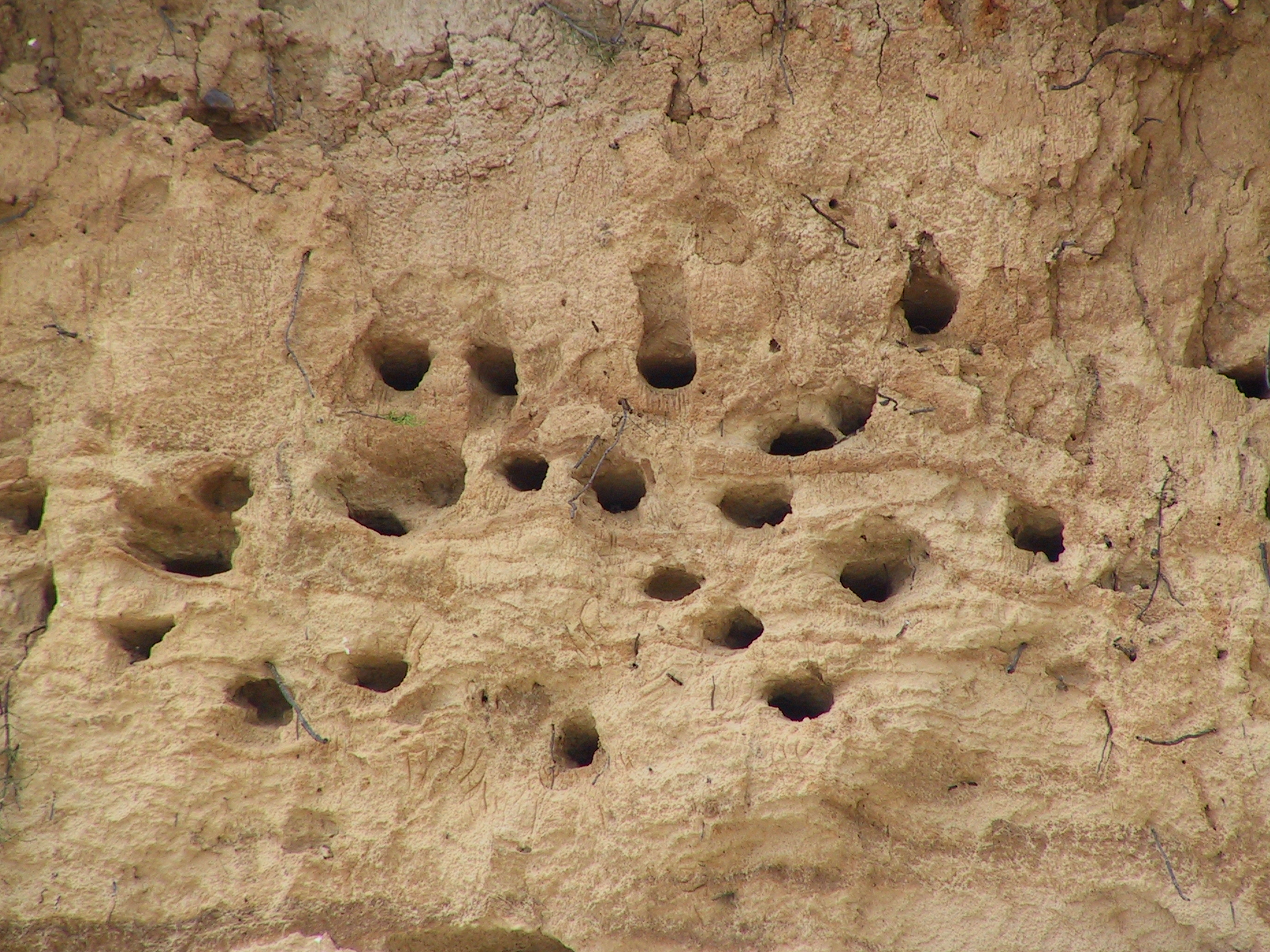
Os ninhos das andorinhas-das-barreiras ficam no fim dos túneis escavados na terra de barreiras.

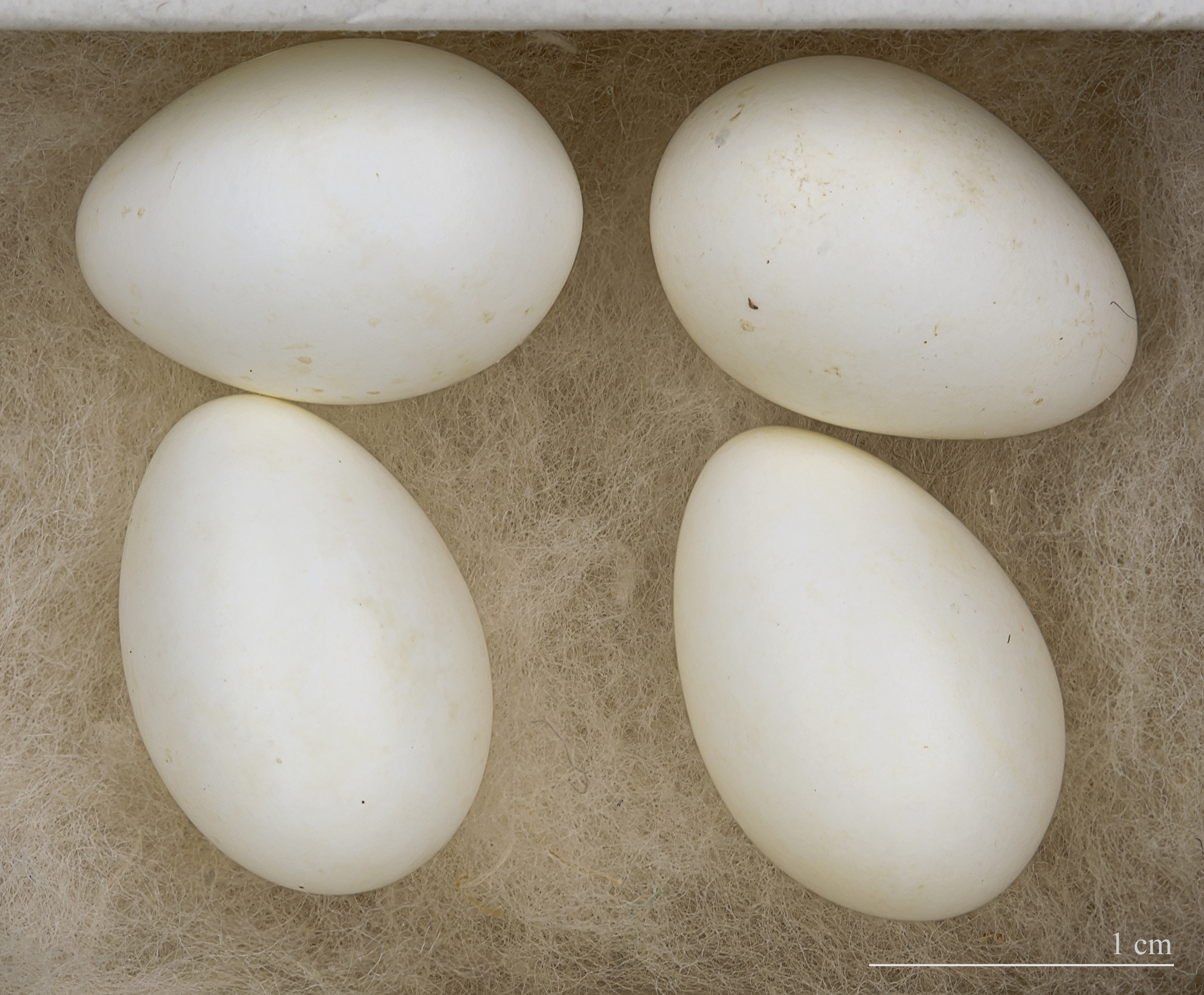
Riparia riparia

Esta andorinha é relativamente pequena. Por cima a sua plumagem é castanha, por baixo é branca com uma banda castanha no peito.

## Distribuição geográfica
É uma espécie migradora que está presente em Portugal de Março a Setembro e passa o Inverno em África.

## Habitat
Contrariamente às outras espécies de andorinhas, esta espécie não constrói o seu ninho com lama, antes o escava em barreiras de terra ou taludes. Este é composto por um túnel com cerca de 2 metros de comprimento, que termina numa câmara. É uma ave colonial, podendo as suas colónias ter dezenas ou mesmo centenas de ninhos.